# Bania Kotowska
Bania Kotowska (ukr. Баня Котівська) – dawna wieś, obecnie część miasta Borysławia na Ukrainie, w obwodzie lwowskim. Rozpościera się wzdłuż ulicy Iwana Franka, na północny zachód od centrum miasta.

## Historia
Dawniej Bania Kotowska stanowiła odrębną wieś i gminę jednostkową. W II Rzeczypospolitej przynależała do województwa lwowskiego i powiatu drohobyckiego; w 1921 liczba mieszkańców wynosiła 1891. 14 czerwca 1930 gminę Bania Kotowska zniesiono, włączając ją do Borysławia.